# Нива (Решетилівка)
«Нива» — український аматорський футбольний клуб із Решетилівки. В 1980–2000-х роках брав участь у розіграшах Кубка Полтавської області та Чемпіонаті Полтавської області. У сезоні 1995-96 «Нива» виграла Чемпіонат області в другій групі, а наступний сезон став найвдалішим в її історії: команда виграла обласний Кубок та стала срібним призером Чемпіонату Полтавщини.

## Досягнення
Чемпіонат Полтавської області
- Срібний призер (1): 1996-97

Кубок Полтавської області
- Володар (1): 1996-97